# Distrito de Constitución
El distrito de Constitución es uno de los ocho que conforman la provincia de Oxapampa, ubicada en el departamento de Pasco en el centro del Perú. Limita por Norte y el Noreste con la provincia de Puerto Inca; por el Este con la provincia de Coronel Portillo; por el Sur con el distrito de Puerto Bermúdez; y, por el Oeste con el distrito de Palcazú y con la provincia de Puerto Inca.
Desde el punto de vista jerárquico de la Iglesia católica forma parte del Vicariato apostólico de San Ramón.

## Historia
El distrito fue creado mediante Ley N° 29541 del 14 de junio de 2010, en el segundo gobierno del Presidente Alan García.
El expresidente Fernando Belaúnde Terry fue promotor de la creación del distrito con el Proyecto Especial Pichis Palcazú de desarrollo y reducción de la pobreza y el trazo de la ruta PE-5N desde el km. 86 000 hasta la zona del proyecto mencionado. Ciudad Constitución se fundó el 20 de mayo de 1984, en el segundo Gobierno de Fernando Belaúnde Terry, ubicada en la margen derecha del río Palcazú, entre Puerto Bermúdez y Puerto Inca, en la provincia de Oxapampa,  Pasco, en el punto de unión de tres departamentos: Huánuco, Pasco y Ucayali. Y se denomina así por respeto a la Carta Magna de 1979, como una cuestión de homenaje.
En el año 2012, se inició la primera gestión municipal como distrito independiente a cargo de su primer alcalde elegido, Moisés Acuña Gómez. Antes de obtener el grado de distrito funcionó como municipalidad delegada del distrito de Puerto Bermúdez, y estuvo a cargo del alcalde delegado Justo Alfredo Salvador Granados.

## Geografía
Ubicado en la región Selva Baja, con una superficie aproximada de 3.053-74  km².

## Autoridades

### Municipales
- 2023-2026
  - Alcalde: Ericzon Melchor Tamayo Egg, del partido político  Podemos Perú
  - Regidores: Luis Antenor Guillen Sosa, Rita Pamela Ganz Paredez, Wilma Esther Rojas Urquía, Irasema Del Pilar Valqui Lázaro y Rosario Jaquelin Fernández Sánchez.
- 2015-2018
  - Alcalde:
  - Regidores:
- 2012-2014[4]
  - Alcalde: Moisés Acuña Gómez, del Partido Perú Posible (PP).
  - Regidores: Raúl Sinacay Augusto (PP), Aquila Navarro de Silva (PP), Joel Benjamín Hilario Rodríguez (PP), Edison Ccorahua Tito (PP),  Francisco Chalas Velaysoza (Alianza para el Progreso)[5]

### Policiales
- Comisario:   PNP.

### Religiosas
- Vicariato apostólico de San Ramón[6]
  - Vicario apostólico: Obispo Mons. Gerardo Žerdín Bukovec, OFM.
- Parroquia
  - Párroco: Pbro.  .